# Dəstər
Dəstər è un comune dell'Azerbaigian situato nel distretto di Lerik. Conta una popolazione di 362 abitanti.